# 库埃瓦德亚格雷达
库埃瓦德亚格雷达，是西班牙卡斯蒂利亚-莱昂索里亚省的一个市镇。总面积30平方公里，总人口89人（2001年），人口密度3人/平方公里。